# Bremgarten bei Bern
Bremgarten bei Bern – gmina (niem. Einwohnergemeinde) w Szwajcarii, w kantonie Berno, w regionie administracyjnym Bern-Mittelland, w okręgu Bern-Mittelland.
Gmina po raz pierwszy została wspomniana w dokumentach w 1180 roku jako Bremecart. W 1236 gmina została wspomniana jako Bremegarten, a do 1870 istniała pod nazwą Bremgarten-Herrschaft.

## Demografia
W Bremgarten bei Bern mieszka 4 340 osób. W 2020 roku 10% populacji gminy stanowiły osoby urodzone poza Szwajcarią.
W 2014 roku 92,4% populacji mówiło w języku niemieckim, 2,1% w języku francuskim, a 1,2% w języku włoskim.

Zmiany w liczbie ludności są przedstawione na poniższym wykresie:

## Sport

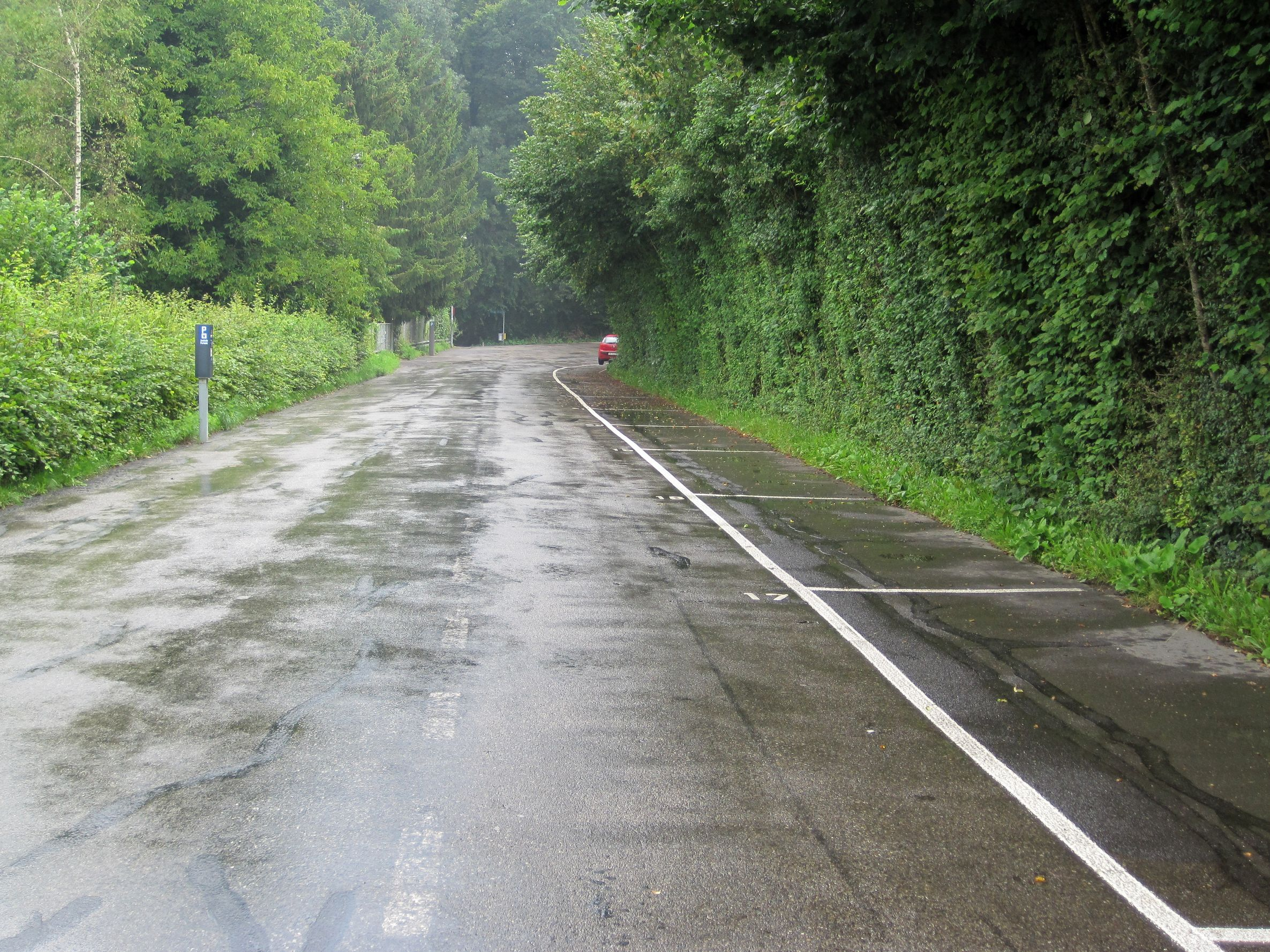
Pozostałości toru Circuit Bremgarten

Na terenie gminy znajduje się dawny tor wyścigowy Circuit Bremgarten. Na torze odbywały się wyścigi w ramach Grand Prix Szwajcarii Formuły 1. Pierwsze samochodowe Grand Prix odbyło się tu w 1934 roku, a w latach 1950–1954 była to jedna z eliminacji Formuły 1. Od 1955 roku, w następstwie katastrofy podczas 24-godzinnego wyścigu Le Mans, na torze nie odbyła się już żadna oficjalna impreza wyścigowa.